# Гарсетти, Эрик
Эрик Майкл Гарсетти (англ. Eric Michael Garcetti; род. 4 февраля 1971, Лос-Анджелес, США) — американский политик и дипломат, 42-й мэр Лос-Анджелеса (2013—2022). Переизбран в 2017 году. Гарсетти — самый молодой мэр города за более чем 100 лет (на момент инаугурации ему исполнилось 42 года). Член Демократической партии. Бывший член городского совета Лос-Анджелеса, президент городского совета (2006—2012). В июле 2021 года президент США Джо Байден назначил Гарсетти послом США в Индии.

## Ранние годы
Родился 4 февраля 1971 года в Лос-Анджелесе; вырос в районе Энсино, долина Сан-Фернандо. Сын Сьюки (урождённой Рот) и Гила Гарсетти, бывшего прокурора округа Лос-Анджелес.
Сальвадор, дед Гарсетти по отцовской линии, родился в Паррале, штат Чиуауа, Мексика. Его семья переехала в США после того, как отец Сальвадора, был убит через повешение во время мексиканской революции. Отец Сальвадора иммигрировал в Мексику из Италии. Женился на мексиканке и работал судьёй.
Бабушка и дедушка Гарсетти по материнской линии были русскими евреями. Дед — основатель бренда одежды Louis Roth Clothes.
Первоначально Гарсетти учился в начальной школе UCLA Lab School; затем поступил в школу Гарвард-Вестлейк, где стал членом Junior State of America — национальной ассоциации студентов.
Гарсетти специализировался на политологии и городском планировании, в 1992 году получил степень бакалавра гуманитарных наук в Колумбийском университете. В то время он жил в Карман-холле, работал в студенческом совете. Получил степень магистра международных отношений в школе международных и общественных отношений Колумбийского университета, которую окончил в 1993 году.
Во время учёбы в Королевском колледже в Оксфорде познакомился со своей будущей женой. В то время являлся членом общества L’Chaim при Оксфордском университете, основанного раввином Шмули Ботичем совместно с будущим сенатором США Кори Букером.
Позднее получил докторскую степень по этничности и национализму при Лондонской школе экономики.

## Карьера
До своего избрания в городской совет Лос-Анджелеса Гарсетти работал инструктором по международным делам в Университете Южной Калифорнии, а также доцентом кафедры дипломатии и международных отношений в Западном колледже. Его научная деятельность была сосредоточена на межэтнических конфликтах и национализме в Юго-Восточной Азии и Северо-Восточной Африке. За это время он опубликовал множество статей, посвящённых общественным проблемам, эритрейскому национализму и ненасильственным действиям. Работал в калифорнийском совете «Хьюман-Райтс-Вотч». Гарсетти является членом Межамериканского диалога.

### Городской совет Лос-Анджелеса (2001—2013)

#### Выборы
В 2000 году баллотировался на вакантную должность в городском совете; избран в 2001 году (с небольшим перевесом победил бывшего члена городского совета Майкла Ву; результат — 52-48 %. Переизбирался в 2005 и 2009 годах.

#### Деятельность
С 1 января 2006 года по 12 января 2012 года занимал пост президента городского совета. На этой должности сменил Алекса Падилью, который ушёл в отставку после избрания в Сенат штата Калифорния. Стал одним из первых выборных должностных лиц в Лос-Анджелесе, который ежемесячно проводил «рабочие часы», в которые избиратели могли встречаться с ним лицом к лицу. Внедрил «Учредительный билль о правах», который гарантировал, что на телефонные звонки местных жителей будут даны ответы в течение одного рабочего дня и что все лосанджелесцы будут вовлечены в разработку проектов по принятию решений о землепользовании, касающихся конкретно их районов.

### Мэр Лос-Анджелеса (2013—2022)

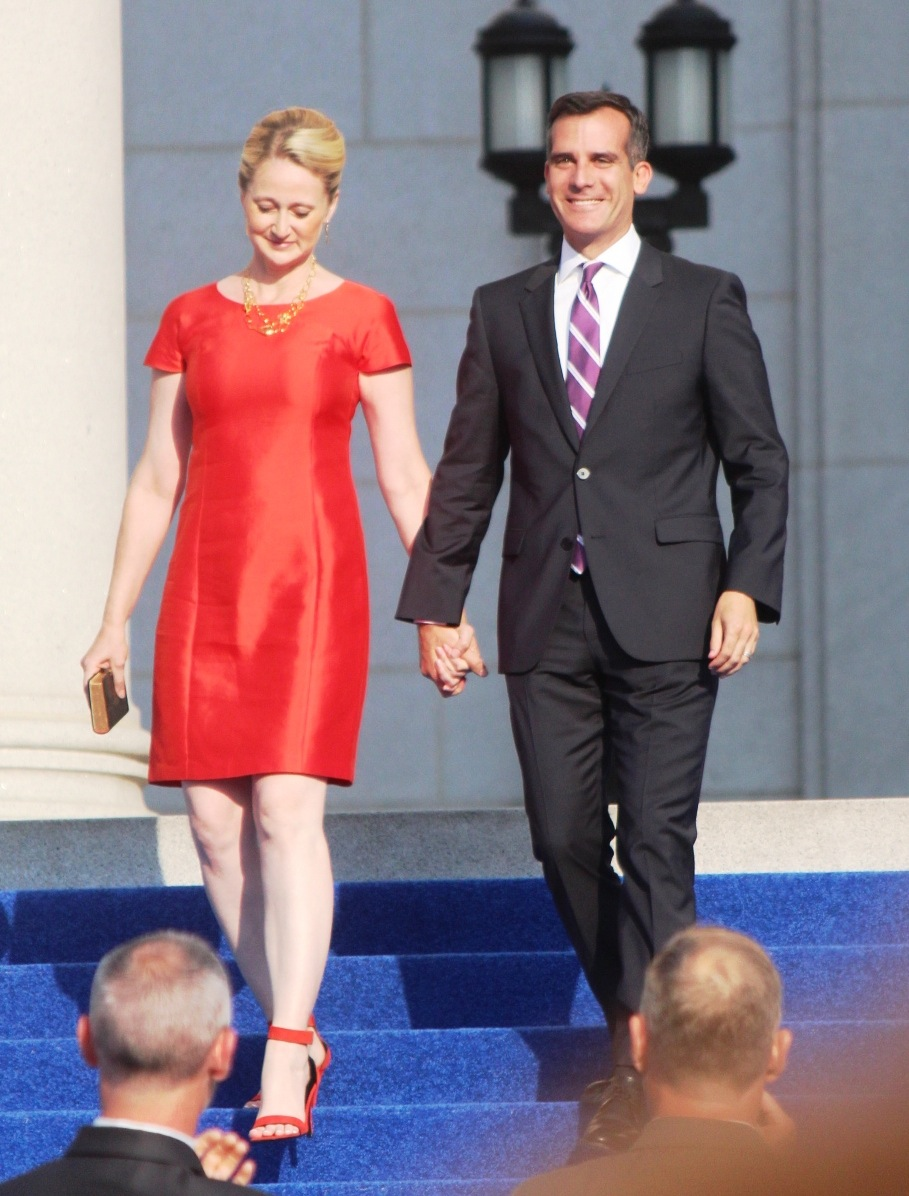
Гарсетти со своей женой Эми Элейн Уэйкленд в июне 2013 года.

Поскольку действующий на тот момент мэр Антонио Вилларайгоса не имел права баллотироваться снова из-за ограничений по срокам, 8 сентября 2011 года Гарсетти объявил о выдвижении своей кандидатуры. Выборы состоялись 5 марта 2013 года. Поскольку ни один из кандидатов не получил большинства голосов, два лучших кандидата (Гарсетти и городской инспектор Венди Грюэл) вышли во второй тур. При поддержке Союза учителей Лос-Анджелеса Гарсетти был избран с 53,9 % голосов. На следующий день он встретился с Вильярайгосой и проработал с ним до конца его пребывания в должности, тем самым осуществив переход власти. Гарсетти вступил в должность 1 июля 2013 года.
7 марта 2017 года Гарсетти был переизбран с 81,4 % голосов. Явка избирателей была относительно низкой — 20 %. Впоследствии календарь запланированных выборов был изменён. В связи с этим, его второй срок продлится пять лет и шесть месяцев вместо стандартных четырёх лет.
8 ноября 2022 года состоялись очередные выборы, по итогам которых новым мэром города впервые в истории избрана женщина — демократка Карен Басс.

## Личная жизнь
Гарсетти — фотограф, джазовый пианист и композитор. С 2005 по 2013 год служил лейтенантом в Резервном информационном корпусе ВМС США. 4 января 2009 года женился на своей давней подруге Эми Элейн Уэйкленд. У пары есть приёмная дочь Майя Хуанита. Её крёстным отцом является актёр Эван Арнольд. Кроме того, семья Гарсетти усыновила ещё семерых детей. До избрания мэром он с семьёй проживал в Эхо-парке.
Посещает службы в IKAR, постконфессиональной еврейской общине, основанной раввином Шароном Броусом, изучает с ней Талмуд два раза в неделю и ежедневно звонит ей за религиозным наставничеством. Говоря о своей религии, Гарсетти сказал: «Мои родители не исповедуют ни одну из них… мы праздновали Песах и Хануку. Я отправился в еврейский лагерь. Думаю, в более позднем возрасте я стал более практикующим евреем. Я пришёл к вере ещё в колледже». Его сестра Дана Гарсетти-Болдт — бывший заместитель окружного прокурора округа Лос-Анджелес, специалист по акупунктуре. В настоящее время работает советником инспектора округа Лос-Анджелес Дженис Хан.
Гарсетти удостоен Премии тысячелетия Зелёного Креста за заслуги в области окружающей среды (2003), премии «Новые рубежи», врученной Президентской библиотекой и музеем Джона Ф. Кеннеди (2006) и NAACP «Человек года» (2014).
Гарсетти удостоен звания почётного доктора гуманитарных наук (LHD) колледжа Уиттиер (2015).